# Перес, Карлос Андрес
Ка́рлос Андре́с Пе́рес Родри́гес (исп. Carlos Andrés Pérez Rodríguez; 27 октября 1922, Рубио, штат Тачира, Венесуэла — 25 декабря 2010, Майами, Флорида, США) — венесуэльский государственный и политический деятель, дважды избирался президентом Венесуэлы (1974—1979 и 1989—1993).

## Юность и начало политической деятельности
Был одиннадцатым из двенадцати детей кофейного плантатора. Учился в католической школе в Рубио и лицее в Каракасе. Падение цен на кофе, неопределённость с бизнесом и политические репрессии друзей со стороны диктатуры Хуана Висенте Гомеса привели к безвременной кончине отца, это событие обусловило формирование демократических убеждений будущего президента. Вскоре вместе с матерью и братьями переезжает в Каракас.
В 1944 году окончил лицей «Андрес Бельо», где специализировался на философии и литературе. В том же году поступил на юридический факультет Центрального университета Венесуэлы. Однако из-за активной политической деятельности так и не смог получить законченное высшее образование.
Занимался политикой с 15 лет, став одним из основателей Ассоциации венесуэльской молодежи и членом Народно-демократической партии, которые активно боролись против режима генерала Контрераса. В 1941 году стал одним из основателей левоцентристской партии «Демократическое действие» и лидером её молодёжной организации.
В 1945 году стал секретарём президента Бетанкура, в 1946 году был назначен секретарём кабинета министров. После прихода в 1948 году к власти военной хунты был вынужден отправиться за границу, в течение десяти лет жил на Кубе и в Центральной Америке. Вернувшись на некоторое время в Венесуэлу в 1952 году, чтобы поддержать борьбу против диктатуры, был арестован и несколько месяцев провел в тюрьме. Затем, оказавшись в Коста-Рике, стал видным представителем в кругах венесуэльских политэмигрантов, работал главным редактором газеты La República.
Во время второго президентства Бетанкура Перес занял должность министра внутренних дел (1959—1964). На этом посту проявил себя жёстким руководителем, сумевшим противостоять попыткам правых и левых радикалов сменить власть вооружённым путём. Однако, в обществе ему предъявлялись обвинения в нарушении прав человека, связанных с пытками и внесудебными казнями боевиков и политических лидеров.
После завершения президентского мандата Бетанкура сосредоточился на партийной деятельности, был избран сначала главой фракции «Демократического действия» в парламенте, а затем и генеральным секретарём партии.

## Первый президентский срок
В декабре 1973 года был избран президентом Венесуэлы. В своей предвыборной кампании он одним из первых воспользовался услугами американских PR-специалистов, посетив почти все населённые пункты страны, пройдя пешком свыше 5800 км. В ходе голосования он набрал 48,7 % голосов при рекордной явке, составившей 97% от общего числа зарегистрированных избирателей.
Его правление пришлось на период резкого роста цен на нефть — главный экспортный товар Венесуэлы, который был связан с последствиями нефтяного кризиса 1973 года. Увеличению доходов государства также способствовала национализация железорудных компаний в 1975 году (железная руда вторая по важности статья венесуэльского экспорта), нефтяной промышленности (1976) и железных дорог. В результате с 1972 по 1974 год доходы венесуэльского правительства выросли в четыре раза. Полученные средства активно вкладывались в развитие экономики, масштабные инфраструктурные проекты и социальные программы. Вырос авторитет Венесуэлы на международной арене. За свои действия по защите окружающей среды и обеспечение устойчивого развития Перес в 1975 году первым в Латинской Америке был награждён экологической премией Earth Care.
На международной арене администрация Переса поддерживала демократические и прогрессивные тренды в Латинской Америке и в мире. Он восстановил дипломатические отношения с Кубой и предложил Организации американских государств (ОАГ) принять резолюцию за отмену экономических санкций против этой страны. Активно выступал против диктатур Сомосы в Никарагуа и Аугусто Пиночета в Чили, сыграл решающую роль в подготовке соглашения о передаче Панамского канала от США под контроль Панамы. В 1975 году вместе с президентом Мексики Луисом Эчеверриа выступил основателем Латиноамериканской экономической системы (исп. Sistema Económico Latinoamericano y del Caribe, SELA), созданной для содействия экономическому сотрудничеству и научному обмену между народами Латинской Америки. Ещё одной задачей SELA было уменьшение  влияния на регион ОАГ, в которой доминировали США и их интересы. Перес также поддержал процесс демократизации в Испании, предоставив самолёт для возвращения на родину находившемуся в эмиграции лидеру ИСРП Фелипе Гонсалесу. В 1976 году Перес стал одним из первых южноамериканских президентов, нанёсших визит в СССР. В частности, он вёл переговоры о нефтяном обмене в поставках в Испанию и на Кубу.
Однако под конец первого срока полномочий репутация политика была запятнана обвинениями в чрезмерных и беспорядочных государственных расходах. Его администрацию нередко называли Саудовской Венесуэлой за грандиозные и подчас экстравагантные проекты. Кроме того, звучали обвинения в коррупции и торговле влиянием, часто с участием членов «ближнего круга» президента, куда, например, относили его любовницу Сесилию Матос, а также финансистов и бизнесменов, которые активно жертвовали на его предвыборную кампанию. Эта группа получила название «Двенадцать Апостолов». Широкую огласку получил конфликт и прекращение отношений с бывшим наставником Переса экс-президентом Ромуло Бетанкуром и рядом других влиятельных деятелей Демократического действия. К выборам 1978 года у многих избирателей уже сложилось мнение, что страна тратит нефтедоллары ненадлежащим образом, например, Венесуэла импортировала 80 % всех потребляемых продуктов питания. Сельскохозяйственное производство находилось в стагнации, резко вырос государственный долг, увеличилось социальное расслоение. Эти факторы обусловили поражение кандидата от правящей партии на президентских выборах, а победивший представитель оппозиционной Социал-христианской партии КОПЕЙ Луис Эррера Кампинс в своей инаугурационной речи заявил, что получил «в наследство заложенную страну».

## Деятельность в международных организациях
Уйдя с поста президента, Перес занялся деятельностью в международных организациях. Был в течение трёх сроков вице-президентом Социалистического интернационала, расширив его влияние с Европы на страны Латинской Америки. В 1980 году был избран президентом Латиноамериканской ассоциации по правам человека. Также сотрудничал с президентом Танзании Джулиусом Ньерере в организации комиссии «Юг-Юг». В 1988 году Перес стал членом Совета свободно избранных глав правительств, созданного по инициативе бывшего президента США Джимми Картера. Также являлся председателем конференции Гарвардского университета по проблеме внешнего долга в Латинской Америке.

## Второй президентский срок
В преддверии выборов 1988 года находившийся в то время у власти президент Хайме Лусинчи поддержал кандидатуру министра внутренних дел Октавио Лепахе, однако на первичных выборах большинство членов партии решили выдвинуть Андреса Переса. Во время предвыборный кампании отзывался о политике МВФ как о действии нейтронной бомбы, которая уничтожила бы людей, но оставила здания, а о деятельности Всемирного банка как о «геноциде работников при оплате экономического тоталитаризма». В итоге, получив 52,76% голосов, был второй раз избран на пост главы государства.
Во время своего второго президентского срока проводил либеральную экономическую политику, получившую известность под названием «Вашингтонский консенсус», и основанную на рекомендациях Международного валютного фонда. В обмен на непопулярные экономические и социальные реформы, в частности повышение цен на бензин, страна получила кредит МВФ в размере $4,5 млрд. Эта политика вызвала широкое недовольство беднейших слоев населения, тем более, что сотрудничество с фондом резко контрастировало с предвыборной риторикой политика, выстраивавшейся на популистских и антилиберальных тезисах. В результате уже на следующий год произошло Каракасо — массовые акции протеста в столице, жестоко подавленные Пересом. В 1992 году произошло два мятежа, один из которых возглавил подполковник Уго Чавес.
20 марта 1993 года генеральный прокурор Венесуэлы Рамон Эскобар Салом обвинил главу государства в присвоении 250 миллионов боливаров из фондов, которыми распоряжался президент. Этим он подтвердил разоблачения от ноября 1992 года журналиста Хосе Ранхеля, на которые окружение Переса отвечало, что средства были использованы для поддержки избирательного процесса в Никарагуа. 20 мая 1993 года Верховный суд признал выдвинутые обвинения обоснованными, и на следующий день Сенат проголосовал за лишение Переса его иммунитета. Тот отказался уйти в отставку, но после максимального по законодательству 90-дневного отпуска в соответствии со статьей 188-й Конституции 1961 года Национальный конгресс отрешил его от должности с 31 августа 1993 года.

## В отставке
После объявления импичмента экс-президент эмигрировал, а в мае 1996 года венесуэльским судом был заочно приговорен к 28 месяцам тюремного заключения.
В 1997 году 75-летний Перес решил вернуться в венесуэльскую политику, вместе с группой своих сторонников из Демократического действия образовав левоцентристскую партию Движение открытия (исп. Movimiento Apertura). В 1998 году против Переса было вновь возбуждено уголовное дело, на этот раз по обвинению в растрате государственных средств, которые были обнаружены в Нью-Йорке на банковских счетах его любовницы Сесилии Матос. Незадолго до суда Перес был избран в сенат, что давало политику иммунитет от судебного преследования. Однако, по новой Конституции Венесуэлы от 1999 года Сенат был упразднён и парламент был переформатирован в однопалатное Национальное собрание. В 1999 году он баллотировался в Конституционную ассамблею, но не был избран.
20 декабря 2001 года, во время пребывания Переса в Доминиканской Республике, суд в Каракасе принял решение о его содержании под стражей по обвинению в хищении государственных средств. 3 февраля 2002 года был направлен официальный документ об экстрадиции. После этого политик спешно выехал в Майами (США), где стал одним из самых яростных противников президента Венесуэлы Уго Чавеса. 24 февраля 2005 года на родине он был в очередной рад осуждён, на этот раз за принятие Плана Авила, согласно которому были жестоко подавлены народные волнения в ходе Каракасо (1989).
В 2009 году президент Чавес потребовал от Соединённых Штатов экстрадиции Переса, но добиться этого ему не удалось. Экс-лидер Венесуэлы умер во Флориде, оставив предсмертное послание с критикой Чавеса.

## Семья
Перес был дважды женат. После развода с первой женой, Бланкой Родригес (1948—2010), он женился на своей любовнице Сесилии Матос (1960—2011). Имел шестерых детей. Ему также приписывалось отцовство нескольких внебрачных дочерей.